# 颱風海燕的氣象歷史

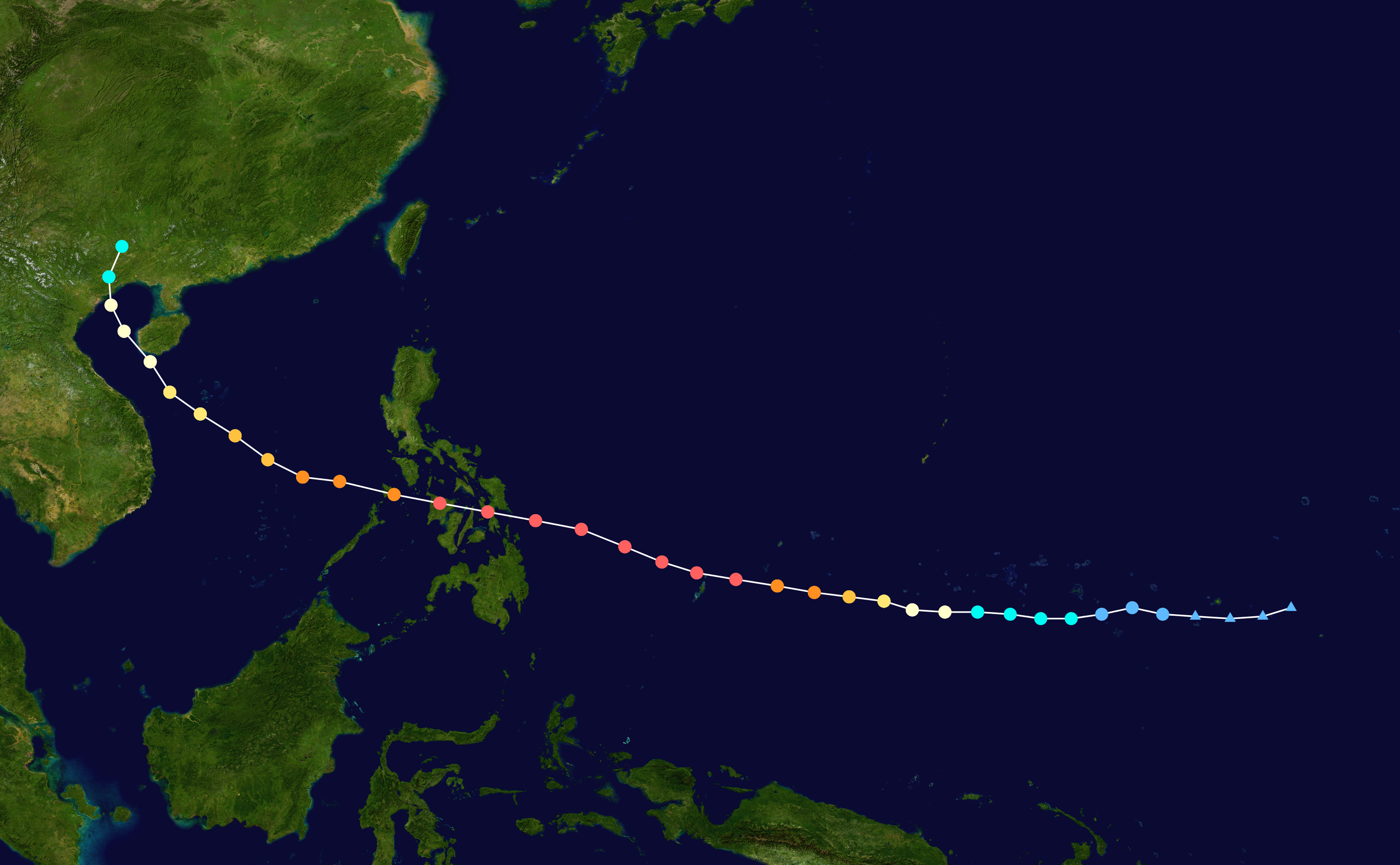
颱風海燕的路徑圖

本文介紹2013年颱風海燕的氣象歷史。

## 低緯度造就良好環境

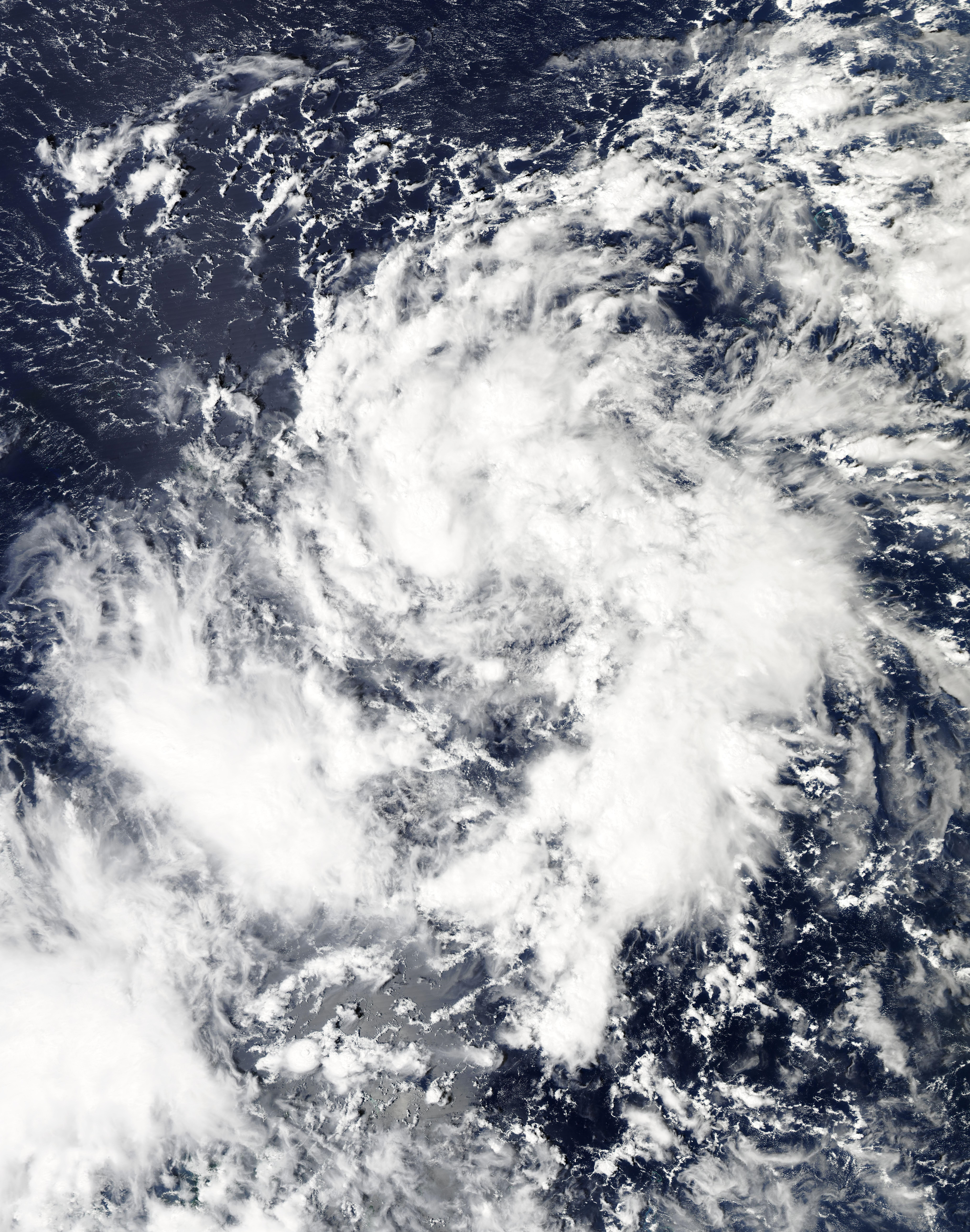
海燕在11月3日剛成為熱帶氣旋時，組織頗為鬆散，但對流穩定地發展。

2013年11月2日早上，一個低壓區在馬紹爾群島西南部海面上生成，美國海軍研究實驗室給予熱帶擾動編號99W。下午2時，聯合颱風警報中心對其在24小時內形成為熱帶氣旋的機會評為「低」。當時該系統的組織鬆散，但對流穩定發展；同時該系統形成的位置是北緯6度左右，根據美國國家海洋及大氣管理局的圖表，這個位置的表面水溫在8月至11月初長期保持在攝氏30度或以上，炎熱的海水加上垂直風切變微弱、低層輻合和高空輻散良好，這個優良環境已經為該系統的進一步發展提供先天條件。隨著該系統的低層環流中心逐步整合，日本氣象廳在翌日（11月3日）早上8時率先把該系統升格為熱帶低氣壓；而聯合颱風警報中心在當日上午10時把上述發展機率升級為「中等」，再於下午1時半上調為「高」，同時發出熱帶氣旋形成警報，然後於下午5時把該系統正式升格為熱帶低氣壓，並給予編號31W。
雖然該熱帶低氣壓的低層環流中心較廣闊，確實位置在當時仍較難判斷，但是其原先鬆散的螺旋雲帶逐漸收緊，中心對流亦加深，令該系統在11月4日繼續增強。日本氣象廳先於凌晨3時半對該熱帶低氣壓發出烈風警報，再於上午9時15分把該系統正式升格為熱帶風暴，並命名為海燕，給予國際編號1330。聯合颱風警報中心亦緊接於上午11時把海燕升格為熱帶風暴。副熱帶高壓處於強勢，盤據於西北太平洋，該高壓脊南面的深厚東風驅使海燕採取偏西移動路徑，移動速度達每小時25至30公里。各個數值預報模式的預測路徑頗為一致，都是預料海燕向菲律賓長驅直進，只是移速上有差別。由於海燕所在海域的緯度較低，其路徑將會繼續經過上述的優良環境，有利海燕的強度迅速而顯著上升，低層環流中心及組織改善，並打開強烈空氣流出，為海燕往後的急劇增強埋下伏筆。

## 「瘋狂」的海燕出現
相較於移動緩慢的風暴而言，移速高的風暴不利於吸收海水能量，然而所途經的海面仍令海燕在11月5日開始為時2日的爆發性增強。日本氣象廳於早上8時50分把海燕升格為強烈熱帶風暴，聯合颱風警報中心更於上午11時把海燕升格為颱風。此時的海燕已形成中心密集雲團，並打開一細小的「雲捲風眼」，而海燕東北面的「熱帶對流層上部槽」亦加強了系統四周的空氣流出，此情況得以維持至海燕登陸。不過日本氣象廳要到翌日（11月6日）凌晨2時45分，才把海燕升為颱風，時間上明顯滯後。海燕在當日上午9時45分及晚上11時先後進入香港天文台和菲律賓大氣地球物理和天文管理局的責任範圍，香港天文台對海燕評級為超強颱風；而菲律賓大氣地球物理和天文管理局則把海燕評為颱風，中心風力每小時195公里，並給予當地名稱「尤蘭沓」。隨著海燕的「雲捲風眼」發展為「針眼」（即範圍細小的風眼結構），聯合颱風警報中心在當日上午11時把海燕升為超級颱風，表示海燕在過去24小時的中心風力急升65節（每小時120公里）；該部門更於晚上11時把其接近中心最高持續風速上調至140節（即每小時260公里），相當於薩菲爾-辛普森颶風等級的「5級颱風」，是在10月份相繼出現颱風范斯高、颱風利奇馬之後，2013年西北太平洋第3個達到「5級颱風」分級的熱帶氣旋。長期支配大片西北太平洋海域的副熱帶高壓脊繼續引領海燕向西北偏西迅速移動，直逼菲律賓中部；但海燕爆發性加強引致內力大增，使其路徑的北向量有所增加。

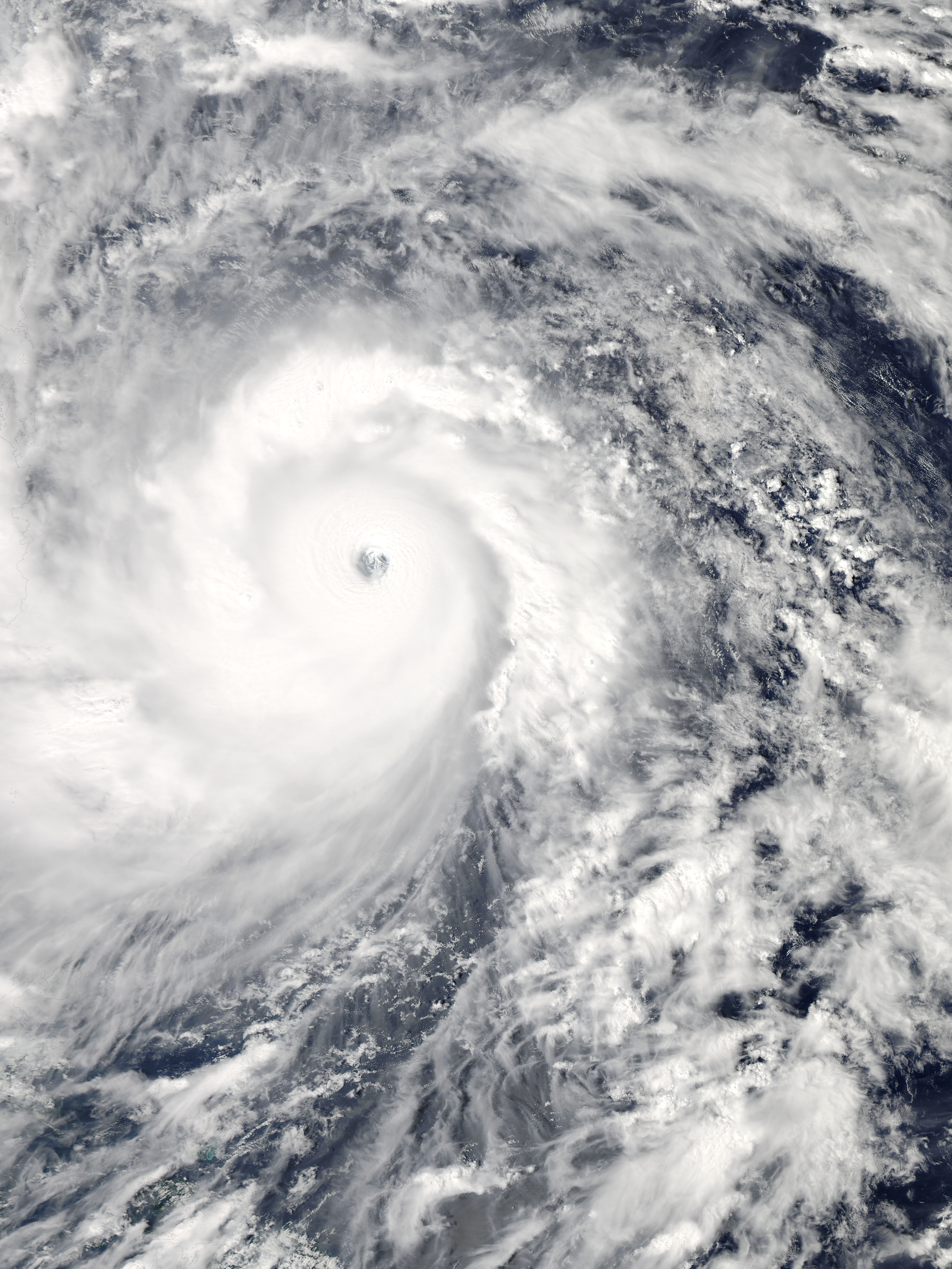
海燕在11月7日繼續加強，達到強度頂峰，「針眼」擴展成一個較大的風眼。

海燕的強度於11月7日仍然穩步上揚，直至晚間才達到環境可容納的最大強度。海燕原先的「針眼」擴大，變成一個面積較廣、在衞星雲圖上清晰可見的風眼，而其中心密集雲團的雲頂溫度為攝氏-90度（雲頂溫度越低代表熱帶氣旋越強），如此冰冷的雲頂溫度相當罕見，強如同年較早時候的兩個「5級颱風」，以及被稱為「怪獸風暴」的颱風天兔，雲頂溫度也是大約攝氏-80度。由於沒有飛機實測數據，而當時海燕尚未登陸，海燕的強度只能通過衞星雲圖，並依靠「德沃夏克分析法」估算；但各部門提供的即時數據已顯示，海燕的強度最少與2010年颱風鮎魚旗鼓相當。日本氣象廳和臺灣中央氣象局在實時報告中，評定海燕的接近中心最高持續風速（以10分鐘平均風速計算）分別達125節，即每小時230公里及每秒63米（每小時225公里），前者與鮎魚的評估相同，僅次於泰培的140節（每小時260公里）及1961年颱風南施的145節（每小時270公里）；後者以每秒2米之差，略遜鮎魚的每秒65米（每小時235公里）。香港天文台當時評定其中心風力每小時260公里（同樣以10分鐘平均風速計算），僅以每小時10公里之差，略遜於鮎魚之每小時270公里；菲律賓大氣地球物理和天文管理局評定海燕的中心風力為每小時235公里（10分鐘平均風速），以10公里之差，超過鮎魚。中國國家氣象中心於實時報告中評估海燕的中心風力（以2分鐘平均風速計算）為每秒75米，即每小時270公里，以每秒3米之差，高於鮎魚之每秒72米（每小時260公里）。而美國聯合颱風警報中心更評估海燕的中心風力（以1分鐘平均風速計算）達到170節，即每小時315公里，高於鮎魚之160節（每小時295公里），更超越泰培之165節（每小時305公里），僅次於南施的185節（每小時345公里）；但一般認為當時的氣象機構人工預報傾向高估熱帶氣旋的風速，因此南施的風力數據有爭議，未獲承認為比泰培更強。不過這評估亦意味著海燕成為繼泰培後，34年以來首個1分鐘平均風速超過每小時300公里的熱帶氣旋。海燕此時通過「德沃夏克分析法」換算的「T指數」達到8.0，是該指數的極限，而反映該指數的折線圖更史無前例地突破圖表上限。同時美國國家海洋和大氣管理局指出，「德沃夏克分析法」完全無法分析如此嵌入高雲及有著極度冰冷雲頂的風眼，換句話說就是海燕的強度超過「德沃夏克分析法」的極限。
事後有非官方的分析指出，暖水深度是海燕強度飆升的關鍵。除了風切變、輻合、輻散、表面水溫等發展因素維持優良，為海燕提供近乎完美的「二類條件性不穩定」機制之外，暖水更異常地深入海平面以下100米，提供大量潛熱。一般而言，海水溫度隨深度遞減，熱帶氣旋吸收能量會使海水上翻，把深層的冷水通過對流而抬升至表面，海面降溫會令海水能量耗盡，導致熱帶氣旋轉趨減弱；但較深水的位置仍然溫暖甚至炎熱，導致海水上翻時能繼續供應能量，從而令熱帶氣旋維持增強趨勢。而從日本氣象廳的圖表證實，該年10月末，西北太平洋介乎北緯5至10度、東經125至150度的海域，海平面以下100米的海水溫度比平均高攝氏3至5度。由於水的「比熱容量」高，吸熱較慢，升溫所需的熱力非常多，這種溫度偏高情況已經頗為不尋常。海燕的路徑恰巧通過該區，造就其強度大幅上升。

## 巔峰狀態登陸，重創菲律賓中部

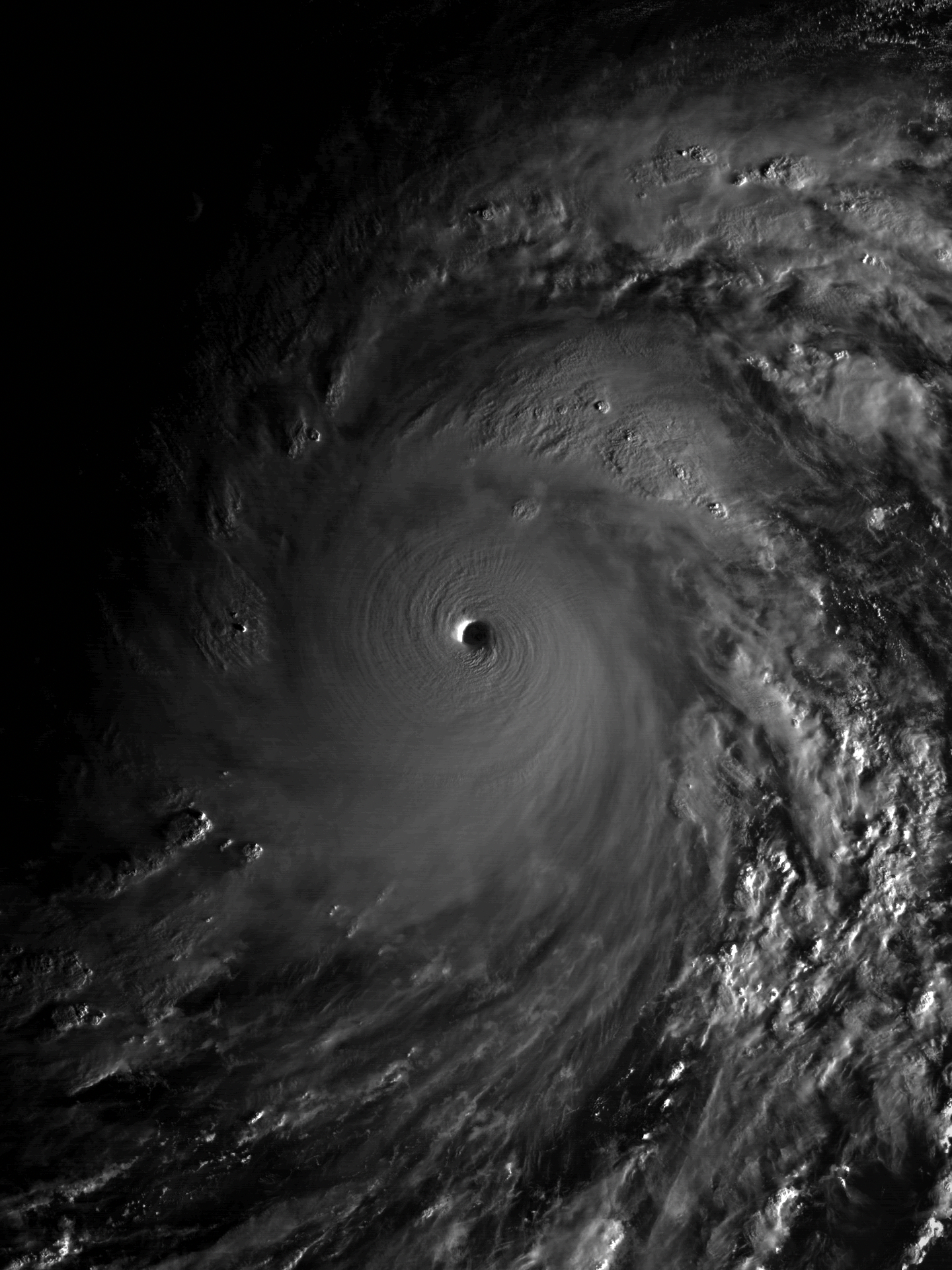
海燕登陸前一刻，其風眼顯而易見。

仍然維持強勢的副熱帶高壓脊帶領海燕以每小時35至40公里的高速逼近菲律賓，這種速度以西進型風暴而言實屬稀有，反映副熱帶高壓脊異常地強勁，其南面的偏東風極為深厚。海燕亦因而發展出明顯的「半圓效應」，北面的風力結構較南面廣闊；不過中心密集雲團則保持對稱，而西南季候風則使海燕南面的外圍雨帶比北面強烈。11月8日凌晨4時40分，海燕以巔峰強度在菲律賓東薩馬省吉萬沿海登陸，為登陸時風速第二高的熱帶氣旋，其登陸時風速僅次於2020年颱風天鵝；但由於海燕的風力太大，海燕登陸路線附近一帶的風速計、氣壓計等氣象設備遭全數摧毀，導致海燕的中心風力及氣壓沒有官方實測數據證明，海燕的強度仍只能用衞星雲圖及雷達圖像推算。不過独鲁万市直接被眼壁掃過，獨魯萬機場在被夷平前錄得960.3百帕斯卡的最低氣壓；更有一段信息指吉萬錄得最低氣壓889百帕斯卡，只是該項數據未獲官方證實。海燕橫掃菲律賓期間，先後掠過薩馬島、莱特岛等多個菲律賓中部群島，為該區帶來極具破壞性的風力，並引發毀滅性的風暴潮，每小時200公里以上的持續風速，連同15至19尺（5至6米）高的巨浪，摧毀菲律賓中部地區，並造成超過6300人罹難；事隔一整年後，在2014年末，罹難人數仍繼續上升。
隨後海燕轉趨減弱，雖然海燕高速橫越菲律賓，且橫過相對平坦的米沙鄢群島，對風暴結構造成的傷害應比橫過呂宋高山為低，但是海燕的減弱幅度頗為明顯，因為海燕的頂峰強度極高，要容納如此強大的風暴出現，需要各項氣象條件的配合；只要氣象因素稍有變化，便會使熱帶氣旋的強度明顯回落。海燕的中心結構受到破壞，對流明顯減弱，眼壁大範圍崩解，只餘下一小部份未受影響；其渾圓的風眼亦變得粗糙、模糊，成為「雲塞風眼」。當晚較後時間，海燕在即將移入南中國海之際，喪失其相當於「5級颱風」的強度評級，但仍是一股非常成熟的颱風。此時各個官方氣象部門對海燕接下來的路徑預測開始有較大的分歧，雖然都是預計海燕越過副熱帶高壓脊的脊線而順時針轉向，但是對於海燕會否登陸越南中部，還是直接移入北部灣，各地的預計並不一致。

## 減弱下環流反變廣
海燕在11月9日進入南海中部，其環流雖離開菲律賓，但卻捲入支配華南的乾燥東北季候風。乾空氣不利熱帶氣旋的發展，結果海燕無法在海上修復其眼壁、風眼和中心結構，減弱趨勢漸變明顯，聯合颱風警報中心在凌晨5時把海燕降格為颱風，香港天文台亦在當晚9時半把海燕降為強颱風；然而海燕的環流反而變得更廣闊，遍及華南沿岸地區，與東北季候風共同令該區刮起強風。海燕的環流之所以擴闊，是因為海燕的外圍雨帶開始從中心鬆脫，同時海燕的等壓線與支配中國東南部的東北季候風重疊，把華南的氣壓梯度進一步增大。此時海燕已經到達副熱帶高壓脊的西南邊緣，由於海燕仍為一股相當成熟的颱風，其內力依然頗為強大，加上副熱帶高壓脊有所減弱，海燕在駛流場上改受東南風影響，開始轉向偏西北移動，進入南海北部，未有在越南中部登陸。此路線比大多數部門的預測路徑偏北，使越南中部免受海燕的蹂躪。海燕的移動速度仍然飛快，維持於每小時35公里或以上。
11月10日，移至副熱帶高壓脊西面的海燕繼續轉向，引導氣流轉為偏南風，使海燕逐漸改向更偏北方向移動，正面吹襲中國海南，於下午4時左右在海南樂東縣對開海域掠過，移入北部灣。中國國家氣象中心於海南的雷達顯示，海燕的眼壁僅僅擦過樂東縣。雖然海燕沒有登陸海南，只是在該島之西南面近距離掠過，但是海燕還是受到海南島的地形影響，強度加速下降。東北季候風亦使南海至華南的垂直風切變加強，這令海燕於北部灣沒有重新組織的機會，縱使中心密集雲團得以維持，對流和外圍雨帶仍是持續變淺，使低層環流中心有跡象開始暴露，這意味著海燕的生命史步向終結。

## 轉向及消散，影響力猶在

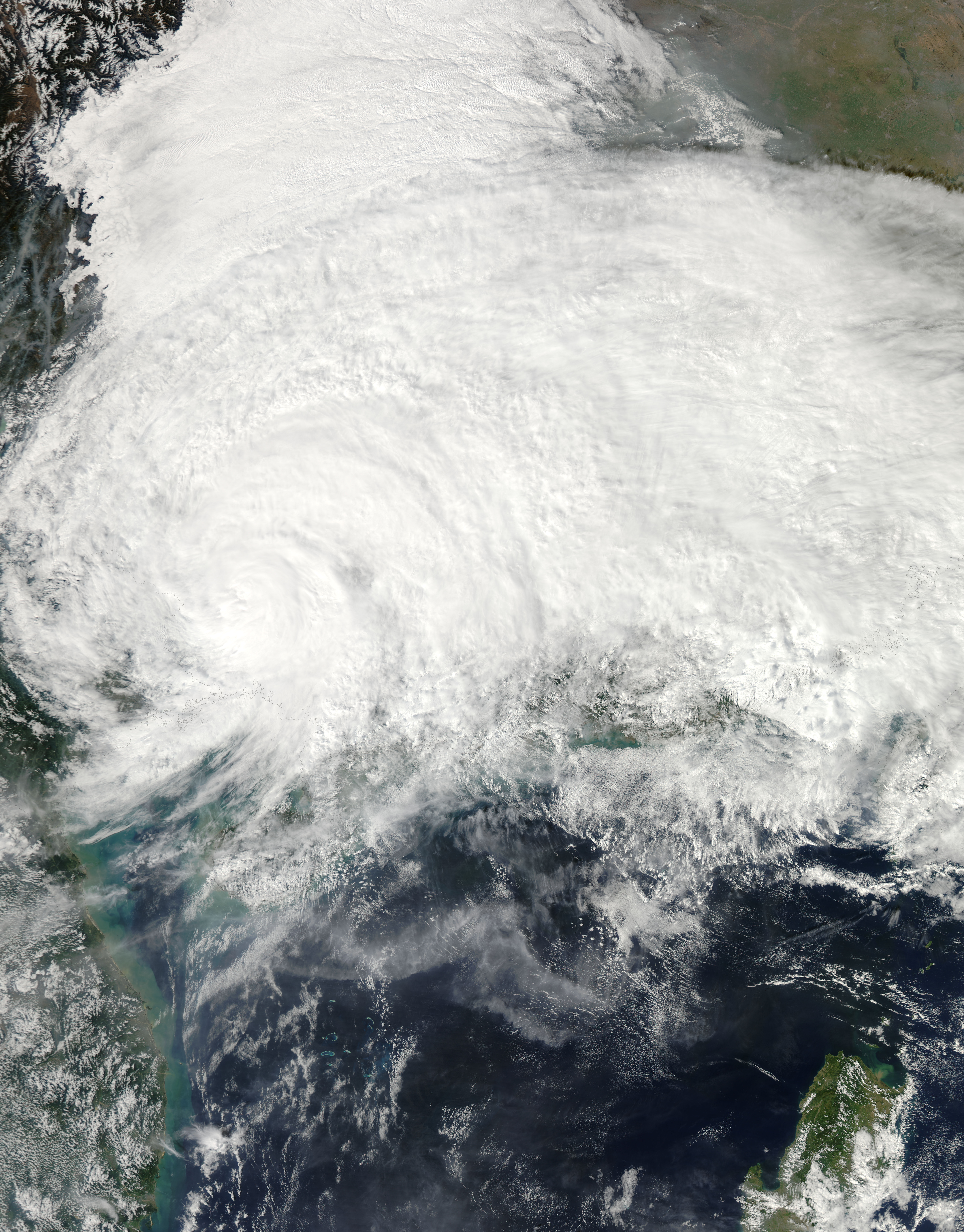
海燕於11月11日進一步減弱，但東北面環流與東北季候風前沿雲帶相連，與海燕相關的不穩定天氣一直伸延至華南沿岸。

11月11日，海燕進一步受到地形摩擦及風切變的影響，加上水汽供應被截斷，促使海燕急速減弱，深層對流向北面切離，「雲塞風眼」被完全填塞。香港天文台在凌晨12時半把海燕降為颱風。日本氣象廳在凌晨2時50分把海燕降格為強烈熱帶風暴，更於上午9時把海燕降為熱帶風暴。海燕於凌晨5時在越南廣寧省一帶沿海登陸，隨後移至副熱帶高壓脊西北面，改受西風帶引導而明顯拐彎，採取偏東北路徑橫過廣西。聯合颱風警報中心在上午11時把海燕降格為熱帶風暴，並發出最後警報；香港天文台直至上午11時45分才把海燕降為強烈熱帶風暴，但於6小時後再把海燕降格為熱帶風暴，此後不足4小時就在當晚9時半把海燕進一步降格為熱帶低氣壓。日本氣象廳在下午2時50分把海燕降為熱帶低氣壓，後於晚上9時更表示海燕已經減弱消散。晚上11時，中國國家氣象中心對其停止編號。不過海燕的東北面環流與東北季候風前沿的雲帶相連，繼續為華南沿岸帶來長時間的強風和不穩定天氣。
雖然日本氣象廳已表示海燕消散，而香港天文台亦在11月12日凌晨1時45分把海燕降格為低壓區，但是海燕的影響力猶在。海燕的殘餘低壓區事實上仍保持渦度一段時間，沿盛行西風繼續東移，為華南帶來持續強風和狂風驟雨；直至當晚較後時間，一股東北季候風補充抵達華南，已經移入廣東的海燕殘餘系統才徹底消散，華南沿岸的風勢亦要在入夜後才有所減弱。而香港的民辦氣象網站香港熱帶氣旋追擊站分析指，海燕亦造成了大尺度的影響，東亞地區發展出一個強勁「偶極子」，南海上空出現由強大高空輻散流場形成的強烈高空反氣旋，中緯度西風帶高空更出現時速300公里以上的噴射氣流，如此猛烈的「西風急流」應該只於北半球隆冬季節、強烈冬季季候風爆發時才會出現。該站指出，上述高空反氣旋把大量動能輸送至中緯度地區，使「西風波動」擴大，情況猶同強烈地震引發向四面八方擴散的海嘯，而海燕這種大尺度的影響可以是全球性，並長達數日甚至一兩星期。

## 事後調整

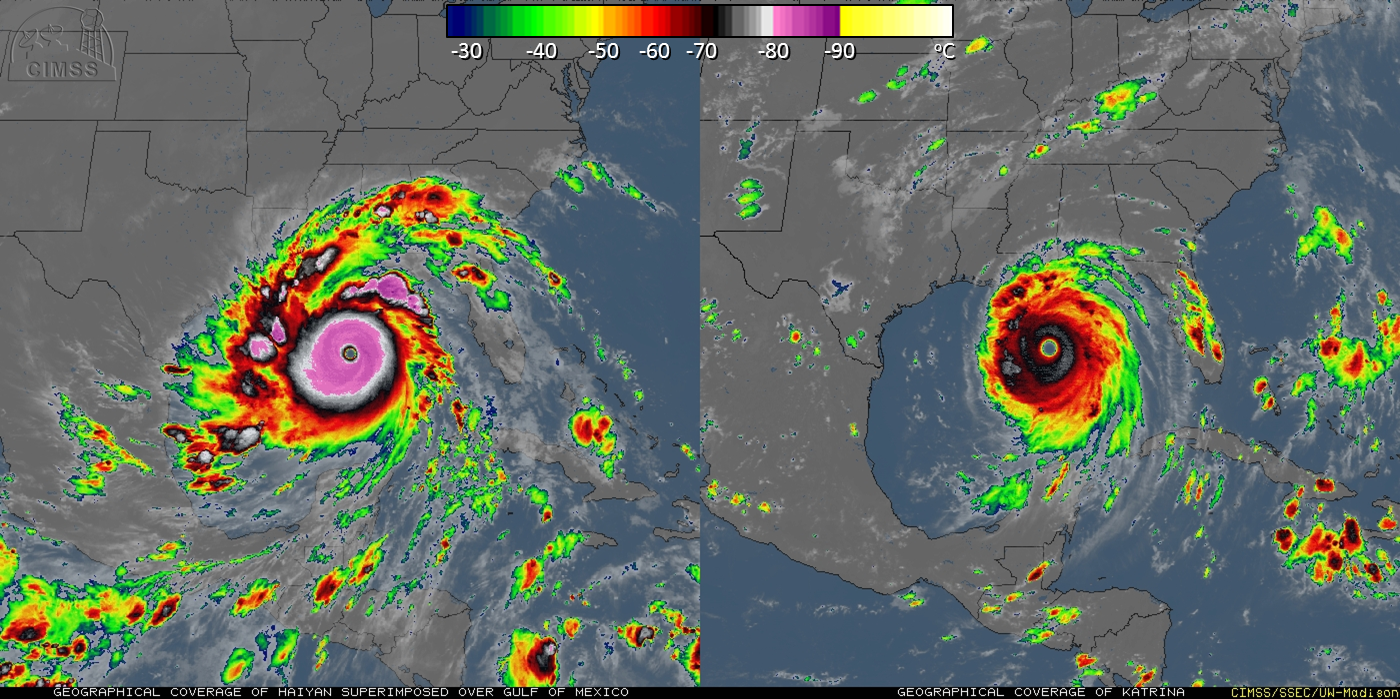
颱風海燕（左）及颶風卡特里娜（右）之比較。

由於海燕的實測強度一直是依賴「德沃夏克分析法」估算，最少2個官方氣象部門須於事後發表的最佳路徑中，把海燕的強度進一步上調。中國國家氣象中心於2014年6月12日上調此颱風路徑及持續風速強度至每秒78米（每小時280公里），以每秒6米之差，高於鮎魚。香港天文台更需兩度向上修訂海燕的強度，先在2013年12月28日公佈「2013年11月熱帶氣旋概述」，把海燕的接近中心最高持續風速上調至每小時275公里；後於2015年2月27日公佈《2013年熱帶氣旋年刊》，把海燕的中心風力再向上修訂為每小時285公里，以每小時15公里之差，超越颱風鮎魚。不過日本氣象廳、臺灣中央氣象局、菲律賓大氣地球物理和天文管理局、美國聯合颱風警報中心則未有對海燕的強度評估作出任何調整；但縱使如此，各個官方部門對海燕的中心風力評定，都顯示著海燕是踏入21世紀以來，西北太平洋海域最強的熱帶氣旋。